# Pete Metzelaars
Peter Henry Metzelaars (Three Rivers, 24 maggio 1960) è un ex giocatore di football americano statunitense che ha giocato nel ruolo di tight end nella National Football League (NFL). Fu scelto nel corso del terzo giro (75º assoluto) del Draft NFL 1982 dai Seattle Seahawks. All'università giocò a football al Wabash College.

## Carriera professionistica
Scholtz fu scelto nel corso del terzo nel Draft 1982 dai Seattle Seahawks. Disputò tre stagioni a Seattle prima di trasferirsi ai Buffalo Bills nel 1985. Quando Jim Kelly si unì ai Bills nel 1986, Metzelaars divenne un membro produttivo di quell'attacco. I Bills raggiunsero un record di quattro Super Bowl consecutivi nel periodo 1990–1994, perdendoli tutti. Pete segnò un touchdown nel Super Bowl XXVI. La sua migliore stagione fu quella del 1993, quando ricevette 68 passaggi per 609 yard e 4 touchdown.
Dopo la stagione 1994 firmò un contratto triennale del valore di 2,4 milioni di dollari per giocare nei neonati Carolina Panthers. Ricevette il primo touchdown della storia della franchigia, ma rimase con essa per una sola stagione. Terminò la carriera passando due stagioni con i Detroit Lions.
Metzelaars terminò le sue sedici stagioni nella NFL con 383 ricezioni per 3.686 yard e 29 touchdown. Al momento del ritiro, le sue 235 partite disputate erano il massimo della storia della NFL per un tight end.

## Palmarès

### Franchigia
- American Football Conference Championship: 4

Buffalo Bills: 1990, 1991, 1992, 1993

### Individuale
- PFWA All-Rookie Team - 1982
- Formazione ideale del 50º anniversario dei Buffalo Bills

## Statistiche
| Partite totali | 235   |
| Ricezioni      | 383   |
| Yard ricevute  | 3.686 |
| Touchdown      | 29    |